# 竜が最後に帰る場所
『竜が最後に帰る場所』（りゅうがさいごにかえるばしょ）は、恒川光太郎の短篇小説集。5作の短篇から構成されている。

## 収録作品
「風を放つ」（初出：『群像』2007年5月号）
学生時代に印刷会社でアルバイトをしていたぼくは、社員の高尾さんと懇意になり携帯電話の番号を交換した。ある日、かかってきた電話に出るとマミと名乗る女性が話し出した。彼女は高尾さんのガールフレンドで彼の携帯電話に載っていた知らない名前の番号にかけてみたのだという。ふわふわとした彼女との会話は楽しかった。今度、会わないかと誘われたぼくは悩んだ末、結局電話の件を高尾さんに報告した。その数日後、マミさんは電話口でぼくのことを非難した。彼女の言葉に不快な思いをしたぼくは捨て台詞を吐いて電話を切り、しばらく電話を取らなかった。
夏休み、初めての海外旅行の準備をしていたぼくに久しぶりにマミさんから電話がかかってきて、ぼくはその電話をとり、以前の無礼をマミさんに謝罪した。その時の会話の中でマミさんは、子供のころに四国の祖母の家で見つけて今も大切に持っている小瓶の話をした。その小瓶の中には風が渦巻き、願いを叶えてくれる魔人がはいっているという。
「迷走のオルネラ」（初出：『エソラvol.9』2010年3月号）
十歳の私、クニミツは父を交通事故で亡くし、母のマサ子と暮らしていた。ある日、家に母の恋人の宗岡という男がやってきた。宗岡は私達に暴力を振るい、私は宗岡をやっつけてくれるヒーローの出現を願ったが当然そんな願いはかなえられなかった。宗岡と初めて出会ってから一年後の七月、ついに宗岡は母を包丁で殺害し、私ももうすこしで殺されそうになった。宗岡は逮捕され、私は母方の実家に引き取られて祖父母と伯父一家と暮らすことになった。伯父に宗岡のことを聞くとあの男は死刑になったと教えられた。
私は中学生の時に、伯父の書斎で宗岡の事件に関する資料を発見する。宗岡は死刑ではなく懲役二十年だったことを知った私は不公平感に怒りを感じた。寮のある高校に進学した私は、ボクシングで肉体を鍛えた。また、コジマアヤカという暴力を嫌い、哲学的な議論を吹っ掛けるのが好きな恋人も出来た。私は宗岡の元妻の喜嶋カキコさんと接触することに成功し、宗岡が出所して連絡してきた際にはその旨知らせる約束をとりつけた。ある日、カキコさんから彼女と宗岡の間の娘であるユキの漫画家デビュー作『月猫』が送られてきた。地球から空気と緑のある月にやってきた女とオルネラという猫の物語中の《自分でやるのがてっとりばやい》という言葉に私は感銘を受けた。
医学部を卒業し、医師になった私は郊外に地下室付きの自宅兼医院を構えた。三十一歳の時、カキコさんから宗岡が出所した旨と現在の住所を記した葉書きが届いた。私は五十九歳になっていた宗岡の元に向かい、彼を騙して睡眠薬で眠らせ地下室に拉致・監禁した。鍛えぬいた肉体に革マスクと特注の黒いスーツを身につけて現れた私は、怯える宗岡に対し、自分はマスター・ヴラフだと名乗り、最小限の肉体的苦痛と薬物、そして愛によって宗岡を洗脳していった。ある日、三年前に『月猫』を送った元恋人のコジマから手紙が届いた。そこには漫画の感想とともに自分の近所に子供に暴力を振るう男が住んでおり、注意した自分もその男から嫌がらせを受けていると書かれていた。
「夜行の冬」（初出：『エソラvol.4』2007年7月号）
私は子供のころ祖母から、冬の夜中に遠くから鈴のような音が聞こえる時は《夜行様》が歩いているのであり、決して外に出てはならぬと言われたことがあった。
私はすでに両親を亡くし、海にほど近い静かな田舎町でアルバイトをしながら一人暮らしをしている。雪の降る十二月の真夜中、部屋で本を読んでいたところ外からシャランという鈴のような音と、雪を踏む音、がやがやとした話し声を聞いた私は、かつて祖母が話してくれた《夜行様》のことを久しぶりに思い出した。音の主を求めて外を捜し歩くと、そこには赤い衣装に身をつつみ、白手袋をつけた手に錫杖をもった骨ばった顔の女が立っていた。女は後ろに影たちを連れており、私はその列に加わって歩き始めた。影は六、七人の男女であり、彼らは女のこと《ガイドさん》と呼んでいた。彼らにいったいどこに向かっているのだと聞くと、次の町だという答えが返ってきた。薄暗い道中では他の人や車の姿はまったく見かけなかった。途中、一行は狸が営んでいるむじな亭という店であんこう鍋を食べ、さらに坂道を歩き続けた。後ろを振り返ってみると暗闇の中に悪霊の群れのような気配を感じた。飲み込まれたくなければ絶対に脱落してはならないという。《ガイドさん》は崖に掘られた隧道の前で一旦止まってしばらくこちらを見つめた後、中に消えて行った。私たちも隧道に入って外に抜け出ると空が白んでいき、《ガイドさん》の姿も次第に透明になって消えてしまった。しかし、ここは隣町ではない。元いた町に帰って来たのだ。
家に帰った私は疲れて眠り、昼過ぎに目を覚ました。私は求職中で、二年前に結婚した絵里という名の妻もおり、家の細部も微妙に異なっていた。私には昨夜、雪道を歩いた記憶と共に、この町で過ごしてきた記憶も備わっていた。二日後の真夜中に再び錫の音を聞いた私は、眠っている絵里に別れを告げ、次の町を目指す一行に加わった。
「鸚鵡幻想曲」（初出：『エソラvol.5』2008年8月号）
宏はデパートで話しかけてきた巻き毛の小柄な青年・アサノに不思議な行為を見せられた。アサノは自分のかばんから何のへんてつもないオレンジ色の携帯電話を取り出し、それを撫で回し指で押した。すると携帯電話にひびが入り、黒くなったとおもうと砕けて無数の黒い蟻と化してしまったのだ。アサノは、これは携帯電話ではなく蟻が集まって携帯電話に化けていたのであり、このような物体のことを擬装集合体と呼んだ。アサノは普通の物体と擬装集合体を見分けることができ、擬装集合体の中の芯のようなものを刺激することによって解放し、本来の姿に戻すことができるという。子供の時にテントウムシが集合している郵便ポストを解放してからというものこの快楽をともなう行為にのめり込んでしまい、近場にある擬装集合体は全て解放してしまったので各地の擬装集合体を求めて旅をしているという。そして、宏が先日このデパートで購入した電子ピアノは自分が初めて見る楽器の擬装集合体に違いないからぜひとも解放させてほしいと頼み込み、興味を覚えた宏はそれを承諾した。
宏のアパートにやって来てしばらく電子ピアノを触っていたアサノは、突然宏の側に近づいて宏の左膝を撫で始めた。すると痛みも無く、宏の左膝から下は白い鸚鵡になってしまった。アサノの真の狙いは初めて目撃する人型の擬装集合体である宏を解放することだったのだ。宏は驚愕し、抵抗したもののアサノは喜悦の涙を流しながら解放を続行し、宏の身体は赤・緑・白・黄・青の二十羽の鸚鵡になってしまった。元々頭部だった赤い一羽に率いられた鸚鵡たちは南の方角に向けて飛び立った。
「ゴロンド」（初出：『エソラvol.7』2009年4月号）
ゴロンドは南の海域の池に五千匹の兄弟とともに産み落とされた。仲間たちが大小の魚や鳥などの外敵に食べられてどんどん数を減らす中、ゴロンドは生き抜いて成長し、やがて池の外に出た。出会った額からピンクの毛が生えた同族に対して恋心を抱いた。
ある日、ゴロンドは何者かの呼び声を聞き、遠くの岩山へと向かった。そこには翼を持つ巨大な白い獣・シンと額からピンク毛が生えた彼女を含む十数匹の同族たちがいた。やがてゴロンドたちは言葉を覚え、知性を高め、名を与えられた。翼を得たゴロンドたちに母であるシンは、自分たちは何世代もかけてもともと先祖がいた地に向かって旅をしている最中なのだと教えた。そこは《竜が最後に帰る場所》だという。ゴロンドたち九匹は、翼を広げて飛び立っていった。

## 書誌情報
- 単行本 - 2010年9月18日刊行、講談社 ISBN 978-4-06-216510-5
- 文庫本 - 2013年9月13日刊行、講談社文庫 ISBN 978-4-06-277650-9